# Arthur J. Gallagher
Pour les articles homonymes, voir AJG.
Arthur J. Gallagher (AJG) est une entreprise américaine de courtage en assurance et de conseils en risque financier. Elle est basée à Itasca dans l'Illinois.

## Histoire
En mai 2021, Aon et Willis Towers Watson, annoncent vendre une partie de leurs actifs à Arthur J. Gallagher, pour 3,57 milliards de dollars, pour répondre aux attentes de l'autorité de la concurrence européenne.